# Johannes Vogel (Diplomat)
Johannes Vogel (* 25. Februar 1928; † 16. März 2017 in Pirna) war ein deutscher Diplomat. Er war Botschafter der DDR in Ghana, Liberia und Mosambik.

## Leben
Vogel wurde als Sohn einer Arbeiterfamilie geboren. Er besuchte die Handelsschule. Von 1950 bis 1952 studierte er an der Deutschen Verwaltungsakademie in Forst Zinna mit Abschluss als Diplom-Staats- und Rechtswissenschaftler. Von 1957 bis 1963 war er stellvertretender Vorsitzender, dann bis 1965 Vorsitzender des Rates des Kreises Pirna.
Zwischen 1965 und 1967 absolvierte er ein Zusatzstudium der Territorialökonomie an der Humboldt-Universität zu Berlin. 1968 trat er in den diplomatischen Dienst der DDR und wurde Mitarbeiter des Ministeriums für Auswärtige Angelegenheiten der DDR (MfAA). 1969/70 wirkte er als Attaché an der Botschaft der DDR in der Volksdemokratischen Republik Jemen. Von 1971 bis 1973 leitete Vogel als Legationsrat die Handelsvertretung und war von April 1973 bis Juni 1975 Botschafter der DDR in Accra (Ghana). 1974/75 war er zusätzlich Botschafter in Liberia. Von Juni 1975 bis September 1978 und erneut von März 1981 bis Dezember 1983 war er Botschafter der DDR in Maputo (Volksrepublik Mosambik). Von 1978 bis 1981 und von 1984 bis 1990 war er Sektorenleiter in der Abteilung Ost- und Zentralafrika im MfAA. 
Vogel war Mitglied der SED.

## Auszeichnungen
- Orden „Banner der Arbeit“ (1977)
- Vaterländischer Verdienstorden in Bronze